# Призренско-јужноморавски дијалекат
Призренско-јужноморавски дијалекат је један од призренско-тимочких штокавских дијалеката српског језика. Спада у источноштокавске дијалекте, а распрострањен је у јужним деловима Србије, од Метохије до Ниша.